# Julie Lunde Hansen
Julie Lunde Hansen (ur. 19 marca 1972 w Oslo) – norweska narciarka alpejska, mistrzyni świata juniorów.

## Kariera
Po raz pierwszy na arenie międzynarodowej pojawiła się w 1989 roku, startując na mistrzostwach świata juniorów w Aleyska. Zajęła tam 12. miejsce w gigancie i 22. miejsce w slalomie. Podczas rozgrywanych dwa lata później mistrzostw świata juniorów w Geilo zwyciężyła w supergigancie.
W zawodach Pucharu Świata zadebiutowała 20 stycznia 1990 roku w Mariborze, gdzie zajęła 10. miejsce w gigancie. Tym samym już w debiucie zdobyła pierwsze pucharowe punkty. Na podium zawodów PŚ po raz pierwszy stanęła 14 marca 1990 roku w Klövsjö, kończąc giganta na drugiej pozycji. W zawodach tych rozdzieliła Francuzkę Carole Merle i Mateję Svet z Jugosławii. W kolejnych startach jeszcze jeden raz stanęła na podium: 22 marca 1991 roku w Waterville Valley była trzecia w gigancie. W sezonie 1990/1991 zajęła 30. miejsce w klasyfikacji generalnej, a w klasyfikacji giganta była piąta.
Wystąpiła na mistrzostwach świata w Saalbach-Hinterglemm w 1991 roku, gdzie zajęła 12. miejsce w gigancie i 21. w supergigancie. Nigdy nie startowała na igrzyskach olimpijskich.

## Osiągnięcia

### Mistrzostwa świata
| Miejsce | Dzień       | Rok  | Miejscowość | Konkurencja | Czas biegu | Strata | Zwyciężczyni    |
| ------- | ----------- | ---- | ----------- | ----------- | ---------- | ------ | --------------- |
| 21.     | 29 stycznia | 1991 | Saalbach    | Supergigant | 1:08,72    | +2,55  | Ulrike Maier    |
| 12.     | 2 lutego    | 1991 | Saalbach    | Gigant      | 2:07,45    | +2,12  | Pernilla Wiberg |

### Mistrzostwa świata juniorów
| Miejsce | Dzień      | Rok  | Miejscowość | Konkurencja | Czas biegu | Strata | Zwyciężczyni         |
| ------- | ---------- | ---- | ----------- | ----------- | ---------- | ------ | -------------------- |
| 22.     | 7 kwietnia | 1989 | Aleyska     | Slalom      | 1:41,48    | +9,13  | Gabriela Zingre      |
| 12.     | 8 kwietnia | 1989 | Aleyska     | Gigant      | 2:09,19    | +2,23  | Kimberly Schmidinger |
| 1.      | 8 kwietnia | 1991 | Geilo       | Supergigant | 1:15,16    | -      | -                    |

### Puchar Świata

#### Miejsca w klasyfikacji generalnej
- sezon 1989/1990: 39.
- sezon 1990/1991: 30.
- sezon 1993/1994: 106.

#### Miejsca na podium
1. Klövsjö – 14 marca 1990 (gigant) – 2. miejsce
2. Waterville Valley – 22 marca 1991 (gigant) – 3. miejsce